# Данијелсвил (Џорџија)
Данијелсвил (Џорџија) (енгл. Danielsville) град је у америчкој савезној држави Џорџија. По попису становништва из 2010. у њему је живело 560 становника.

## Демографија
Према попису становништва из 2010. у граду је живело 560 становника, што је 103 (22,5%) становника више него 2000. године.
| Група             | 2000.       | 2010.       |
| Белци             | 423 (92,6%) | 526 (93,9%) |
| Афроамериканци    | 10 (2,2%)   | 3 (0,5%)    |
| Азијати           | 0 (0,0%)    | 1 (0,2%)    |
| Хиспаноамериканци | 16 (3,5%)   | 16 (2,9%)   |
| Укупно            | 457         | 560         |